# Palatinado-Birkenfeld-Gelnhausen
Palatinado-Birkenfeld-Gelnhausen fue un estado del Sacro Imperio Romano Germánico con sede en Gelnhausen en el sur del moderno estado de Hesse, Alemania.

## Historia
Palatinado-Birkenfeld-Gelnhausen surgió como una partición de Palatinado-Birkenfeld-Bischweiler en 1654. Después de la muerte de Cristián I del Palatinado-Zweibrücken-Birkenfeld-Bischweiler, su hijo mayor Cristián II, lo sucedió como Conde Palatino de Bischweiler de acuerdo con el Tratado de la Casa Wittelsbach. El hermano menor, Juan Carlos, recibió una pensión y los derechos del Palatinado en la ciudad imperial de Gelnhausen. Se convirtió así en el fundador de la línea Palatinado-Zweibrücken-Birkenfeld-Gelnhausen. Era un estado mediatizado con pocos derechos.
En 1799 los Condes Palatinos fueron investidos con el título de "Duque en Baviera" por sus parientes distantes, los Duques "de" Baviera, que en 1806 pasaron a ser reyes de Baviera.
Estas dos líneas son las únicas ramas de la Casa de Wittelsbach que finalmente no se extinguieron.
| Nombre            | Reinado   |
| ----------------- | --------- |
| Juan Carlos       | 1654-1704 |
| Federico Bernardo | 1704-1739 |
| Juan              | 1739-1780 |
| Carlos Juan Luis  | 1780-1789 |
| Guillermo         | 1789-1799 |

Otros miembros conocidos de la familia fueron Guillermo (1701-1760), mariscal de campo húngaro y general holandés de caballería y la emperatriz Isabel de Austria-Hungría (Sisi).